# Nekrolog April 2019
Nekrolog
◄◄
| ◄
| 2015
| 2016
| 2017
| 2018
| 2019 | 2020 | 2021 | 2022 | 2023 | ►
Januar |
Februar |
März |
April |
Mai |
Juni |
Juli |
August |
September |
Oktober |
November |
Dezember 2019
Weitere Ereignisse | Allgemeiner Nekrolog 2019
Die Beschreibung der verstorbenen Person sollte so kurz wie möglich gehalten sein und nur deren signifikante Tätigkeit(en) enthalten.
Neue Namen ggf. auch unter dem Geburts- und Sterbedatum, also etwa unter 1. Januar und im Geburts- und Sterbejahr (2024) eintragen (nur bei entsprechender großer Wichtigkeit). Für Beispiele siehe die schon vorhandenen Artikel.
Außerdem über die fünf zuletzt Verstorbenen, zu denen es einen ausreichend guten Artikel für eine Präsentation auf der Hauptseite gibt, nach der todesbedingten Überarbeitung der Artikel ggf. auch unter Wikipedia Diskussion:Hauptseite informieren und sie am besten auch in den anderen Wikipedia-Sprachversionen eintragen. Tipp: Regelmäßig bei news.google.de nach „ist tot“, „gestorben“ oder „verstorben“ suchen.
Wenn eine Person gestorben ist, gibt es viele Seiten zu dieser Person in der Wikipedia, die davon auch betroffen sind und entsprechend aktualisiert werden müssen. Beispiele: Namenübersichtsseite, Geburtsjahr, Geburtsort-Seiten und viele mehr.
Wie finde ich die betroffenen Seiten?
Im Suchfeld auf der linken Seite gibt man den Suchbegriff so ein: „Vorname Nachname“. Dann klickt man auf Volltext und alle Seiten mit entsprechendem Suchtext werden aufgerufen. Hier sieht man dann schnell, wo auch das Todesjahr Sinn macht oder sogar ein Teil des Artikels angepasst werden muss. Auch hilft das „Werkzeug“ auf der linken Seite sehr gut, um solche Seiten aufzufinden: „Links auf diese Seite“. Somit ist die Wikipedia wieder aktuell in allen Bereichen! Hinweis: bei Eintragung der Kategorie „Gestorben JAHR“ wird der Missbrauchsfilter 49 ausgelöst, was jedoch nicht schlimm ist. Siehe: Spezial:Missbrauchsfilter/49
Dies ist eine Liste von im April 2019 verstorbenen bekannten Persönlichkeiten. Die Einträge erfolgen innerhalb der einzelnen Daten alphabetisch sortiert. Tiere sind im Nekrolog für Tiere zu finden.

## April
Bearbeitungshinweis: Neue Todesfälle bitte nach Tagen geordnet eintragen. Die Todesfälle desselben Tages bitte in alphabetischer Reihenfolge absteigend einfügen.
| Tag       | Name                              | Beruf, bekannt als                                                                | Alter | Beleg                         |
| --------- | --------------------------------- | --------------------------------------------------------------------------------- | ----- | ----------------------------- |
| 30. April | Anémone                           | französische Schauspielerin                                                       | 68    |                               |
| 30. April | Friedrich-Wilhelm Bauer           | deutscher Mathematiker und Politiker                                              | 86    |                               |
| 30. April | Eros Bellinelli                   | Schweizer Journalist und Autor                                                    | 98    |                               |
| 30. April | Silvina Bosco                     | argentinische Schauspielerin                                                      | 52    |                               |
| 30. April | Beth Carvalho                     | brasilianische Sängerin                                                           | 72    |                               |
| 30. April | Wolf-Michael Catenhusen           | deutscher Politiker                                                               | 73    |                               |
| 30. April | Michael Doyle                     | US-amerikanischer Surfer                                                          | 78    |                               |
| 30. April | Siegfried Franz                   | deutscher Fußballspieler                                                          | 74    |                               |
| 30. April | Nurit Karlin                      | israelische Comic-Zeichnerin                                                      | 80    |                               |
| 30. April | Peter Matthiessen                 | deutscher Mediziner und Anthroposoph                                              | 74    |                               |
| 30. April | Peter Mayhew                      | britisch-US-amerikanischer Schauspieler                                           | 74    |                               |
| 30. April | Friedrich Mertel jun.             | österreichischer Orgelbauer                                                       | 72    |                               |
| 30. April | Johann Adam Oest                  | deutscher Schauspieler                                                            | 72    |                               |
| 30. April | Erika Strasser                    | österreichische Leichtathletin                                                    | 85    |                               |
| 30. April | Balthasar Wohlgemuth              | deutscher Pathologe                                                               | 88    |                               |
| 30. April | Walter Zwickhofer                 | deutscher Fußballspieler                                                          | 94    |                               |
| 29. April | Carlo-Maria Abate                 | italienischer Automobilrennfahrer                                                 | 86    |                               |
| 29. April | Dilber Ay                         | türkische Arabeskensängerin und Fernsehmoderatorin                                | 63    |                               |
| 29. April | Herbert Bonewitz                  | deutscher Kabarettist                                                             | 85    |                               |
| 29. April | Hans Büchler                      | deutscher Politiker                                                               | 79    |                               |
| 29. April | Stevie Chalmers                   | schottischer Fußballspieler                                                       | 83    |                               |
| 29. April | Fernando Civera                   | spanischer Radsportler                                                            | 46    |                               |
| 29. April | Franklin Fisher                   | US-amerikanischer Wirtschaftswissenschaftler                                      | 84    |                               |
| 29. April | Lothar Geisler                    | deutscher Fußballspieler                                                          | 82    |                               |
| 29. April | Štefica Krištof                   | jugoslawische Sportkeglerin                                                       | 82    |                               |
| 29. April | Grigori Kriwoschejew              | russischer Militärhistoriker                                                      | 89    |                               |
| 29. April | Wolfgang Kübler                   | deutscher Kardiologe                                                              | 84    |                               |
| 29. April | Vytautas Laurušas                 | litauischer Komponist                                                             | 88    |                               |
| 29. April | Ernst Lichtenhahn                 | Schweizer Musikwissenschaftler                                                    | 85    |                               |
| 29. April | Betty Lockwood, Baroness Lockwood | britische Politikerin                                                             | 95    |                               |
| 29. April | Gino Marchetti                    | US-amerikanischer American-Football-Spieler                                       | 92    |                               |
| 29. April | Albert-Marie de Monléon           | französischer Bischof                                                             | 82    |                               |
| 29. April | John Llewellyn Moxey              | britischer Filmregisseur                                                          | 94    |                               |
| 29. April | Les Murray                        | australischer Dichter und Literaturkritiker                                       | 80    |                               |
| 29. April | José Rodrigues Neto               | brasilianischer Fußballspieler                                                    | 69    |                               |
| 29. April | Josef Šural                       | tschechischer Fußballspieler                                                      | 28    |                               |
| 29. April | Ellen Tauscher                    | US-amerikanische Politikerin                                                      | 67    |                               |
| 29. April | Werner Zimmer                     | deutscher Ringer                                                                  | 89    |                               |
| 28. April | Caroline Bittencourt              | brasilianisches Model                                                             | 37    |                               |
| 28. April | Paul Bouman                       | US-amerikanischer Kirchenmusiker und Komponist                                    | 100   |                               |
| 28. April | Sylvia Bretschneider              | deutsche Politikerin                                                              | 58    |                               |
| 28. April | Orlando Casín                     | kubanischer Schauspieler                                                          | 71    |                               |
| 28. April | Wayson Choy                       | kanadischer Schriftsteller                                                        | 80    |                               |
| 28. April | Erika Haindl                      | deutsche Kulturanthropologin, Frauenrechtlerin, Denkmalschützerin und Politikerin | 88    |                               |
| 28. April | Hansjörg Holzamer                 | deutscher Leichtathletiktrainer und Schriftsteller                                | 80    |                               |
| 28. April | Thomas Jessell                    | britischer Entwicklungs- und Neurobiologe                                         | 67    |                               |
| 28. April | Damon Keith                       | US-amerikanischer Jurist                                                          | 96    |                               |
| 28. April | Otto Kentzler                     | deutscher Unternehmer und Verbandsfunktionär                                      | 77    |                               |
| 28. April | Gisela Kieselstein                | deutsche Puppenspielerin                                                          | 89    |                               |
| 28. April | Richard Lugar                     | US-amerikanischer Politiker                                                       | 87    |                               |
| 28. April | Karol Modzelewski                 | polnischer Historiker und Politiker                                               | 81    |                               |
| 28. April | Dietrich Alexander Möller         | deutscher Architekt und Bauökonom                                                 | 74    |                               |
| 28. April | Genrich Nowoschilow               | russischer Flugzeugkonstrukteur                                                   | 93    |                               |
| 28. April | Mauricio Peixoto                  | brasilianischer Mathematiker                                                      | 98    |                               |
| 28. April | Heinz Pichlmaier                  | deutscher Chirurg                                                                 | 88    |                               |
| 28. April | Alejandro Planchart               | US-amerikanischer Musikwissenschaftler, Dirigent und Komponist                    | 83    |                               |
| 28. April | Gerhard Roewer                    | deutscher Chemiker                                                                | 79    |                               |
| 28. April | Jo Sullivan Loesser               | US-amerikanische Schauspielerin und Sängerin                                      | 91    |                               |
| 28. April | Bettina Schmidt                   | deutsche Rennrodlerin                                                             | 58    |                               |
| 28. April | Lula Schumalajewa                 | sowjetische bzw. russische Dichterin tschetschenischer Herkunft                   | 59    |                               |
| 28. April | Harry Schwarzwälder               | deutscher Heimatforscher                                                          | 90    |                               |
| 28. April | John Singleton                    | US-amerikanischer Filmregisseur, Drehbuchautor und Produzent                      | 51    |                               |
| 28. April | Menachem Mendel Taub              | rumänisch-israelischer Rabbiner                                                   | 96    |                               |
| 28. April | Gerd Wolf                         | deutscher Opernsänger                                                             | 79    |                               |
| 28. April | André Zünd                        | Schweizer Wirtschaftswissenschaftler                                              | 91    |                               |
| 27. April | Klaus Bußmann                     | deutscher Kunsthistoriker                                                         | 77    |                               |
| 27. April | Ludwig Edward Fraenkel            | britischer Mathematiker                                                           | 91    |                               |
| 27. April | Jakob Kopp                        | österreichischer Bildhauer und Maler                                              | 89    |                               |
| 27. April | Esther Leist-Stein                | Schweizer Kunstmalerin und Illustratorin                                          | 92    |                               |
| 27. April | Gottfried Matthes                 | deutscher Fußballspieler                                                          | 81    |                               |
| 27. April | María de los Angeles Moreno       | mexikanische Politikerin                                                          | 74    |                               |
| 27. April | Manfred Müller                    | österreichischer Drehbuchautor und Puppenspieler                                  | 68    |                               |
| 27. April | Negasso Gidada                    | äthiopischer Politiker                                                            | 75    |                               |
| 27. April | Peter Spangenberg                 | deutscher Pfarrer und Schriftsteller                                              | 84    |                               |
| 27. April | Gene Stephens                     | US-amerikanischer Baseballspieler                                                 | 86    |                               |
| 27. April | V. S. Varadarajan                 | indisch-US-amerikanischer Mathematiker                                            | 81    | doi:10.1007/s12045-019-0860-y |
| 27. April | Erwin Weiss                       | deutscher Chemiker                                                                | 92    |                               |
| 27. April | Martin Wölzmüller                 | deutscher Heimatpfleger                                                           | 63    |                               |
| 26. April | Paul Angst                        | Schweizer Politiker (FDP)                                                         | 86    |                               |
| 26. April | Jimmy Banks                       | US-amerikanischer Fußballspieler und -trainer                                     | 54    |                               |
| 26. April | Giuliano Bugialli                 | italienischer Koch und Kochbuchautor                                              | 88    |                               |
| 26. April | Elina Bystrizkaja                 | sowjetische bzw. russische Schauspielerin                                         | 91    |                               |
| 26. April | Heinz David                       | deutscher Arzt und Pathologe                                                      | 87    |                               |
| 26. April | Lino Franceschini                 | italienischer Sprachforscher                                                      | 77    |                               |
| 26. April | Zlata Grebo                       | jugoslawische Politikwissenschaftlerin                                            | 96    |                               |
| 26. April | Phil McCormack                    | US-amerikanischer Rocksänger                                                      | 58    |                               |
| 26. April | Kelly Jobanputra                  | britische Radiomoderatorin                                                        | 39    |                               |
| 26. April | Colette Lorand                    | Schweizer Opernsängerin                                                           | 96    |                               |
| 26. April | Werner Mohrig                     | deutscher Entomologe                                                              | 81    |                               |
| 26. April | Anatolij Nedowintschanyj          | ukrainischer Komponist und Dichter                                                | 81    |                               |
| 26. April | Lotte Newman                      | deutsch-britische Medizinerin                                                     | 90    |                               |
| 26. April | Petar Omčikus                     | jugoslawisch-französischer Künstler                                               | 92    |                               |
| 26. April | Claus Parge                       | deutscher Boxer und Schauspieler                                                  | 68    |                               |
| 26. April | Hans-Joachim Pysall               | deutscher Architekt                                                               | 89    |                               |
| 26. April | Gerhard Reuter                    | deutscher Veterinärmediziner                                                      | 89    |                               |
| 26. April | Heinz Rohloff                     | deutscher Fußballspieler                                                          | 80    |                               |
| 26. April | Ken Rothman                       | US-amerikanischer Politiker                                                       | 83    |                               |
| 26. April | Ellen Schwiers                    | deutsche Schauspielerin                                                           | 88    |                               |
| 26. April | Reijo Taipale                     | finnischer Tango- und Schlagersänger                                              | 79    |                               |
| 26. April | William Tonou-Mbobda              | kamerunisches Zwangsmaßnahmenopfer                                                | ≈34   |                               |
| 26. April | Eberhard Vollnhofer               | österreichischer Propst                                                           | 84    |                               |
| 25. April | Heribert Dietz                    | deutscher Politiker                                                               | 79    |                               |
| 25. April | John Havlicek                     | US-amerikanischer Basketballspieler                                               | 79    |                               |
| 25. April | Kurohimeyama Hideo                | japanischer Sumōringer                                                            | 70    |                               |
| 25. April | Larry Jenkins                     | US-amerikanischer Schauspieler                                                    | 63    |                               |
| 25. April | Wolfgang Körner                   | deutscher Schriftsteller                                                          | 81    |                               |
| 25. April | Manuel Lujan                      | US-amerikanischer Politiker                                                       | 90    |                               |
| 25. April | Reinhard Oelbermann               | deutscher Politiker                                                               | 63    |                               |
| 25. April | Faty Papy                         | burundischer Fußballspieler                                                       | 28    |                               |
| 25. April | Rafael Ángel Pérez Cordoba        | costa-ricanischer Leichtathlet                                                    | 72    |                               |
| 24. April | Chris Albertson                   | US-amerikanischer Musikproduzent, Journalist und Autor                            | 87    |                               |
| 24. April | Johannes Auersperg                | österreichischer Kontrabassist                                                    | 85    |                               |
| 24. April | Gerhard Billig                    | deutscher Prähistorischer Archäologe und Mediävist                                | 91    |                               |
| 24. April | Thierry Freyvogel                 | Schweizer Zoologe und Tropenmediziner                                             | 89    |                               |
| 24. April | Andreas Hähle                     | deutscher Liedtexter                                                              | 51    |                               |
| 24. April | Hubert Hahne                      | deutscher Automobilrennfahrer                                                     | 84    |                               |
| 24. April | Eberhard Heidenreich              | deutscher Verfahrenstechniker                                                     | 83    |                               |
| 24. April | Ben Heller                        | US-amerikanischer Kunstsammler                                                    | 93    |                               |
| 24. April | Jaroslav Kepka                    | tschechischer Schauspieler                                                        | 83    |                               |
| 24. April | Martin Kilson                     | US-amerikanischer Politikwissenschaftler                                          | 88    |                               |
| 24. April | John William King                 | US-amerikanischer Mörder                                                          | 44    |                               |
| 24. April | Ines Köhler-Zülch                 | deutsche Autorin                                                                  | 77    |                               |
| 24. April | Hans-Joachim Lewerenz             | deutscher Physiker                                                                | 70    |                               |
| 24. April | Francisco Lerma Martínez          | spanischer Bischof                                                                | 74    |                               |
| 24. April | Abbassi Madani                    | algerischer Islamist                                                              | 88    |                               |
| 24. April | Renate Mahlberg                   | deutsche Schriftstellerin                                                         | 70    |                               |
| 24. April | Jean-Pierre Marielle              | französischer Schauspieler                                                        | 87    |                               |
| 24. April | Sergei Pogorelow                  | russischer Handballspieler                                                        | 44    |                               |
| 24. April | Dick Rivers                       | französischer Sänger und Schauspieler                                             | 74    |                               |
| 24. April | Conrado San Martín                | spanischer Schauspieler                                                           | 98    |                               |
| 24. April | Hans Strutz                       | deutscher Museologe                                                               | 92    |                               |
| 24. April | Tilman Tögel                      | deutscher Politiker                                                               | 59    |                               |
| 24. April | Fred M. Westfield                 | US-amerikanischer Wirtschaftswissenschaftler                                      | 92    |                               |
| 23. April | Kurt Bauknecht                    | Schweizer Informatiker                                                            | 83    |                               |
| 23. April | Henry W. Bloch                    | US-amerikanischer Unternehmer und Philanthrop                                     | 96    |                               |
| 23. April | Neal Carter                       | US-amerikanischer Automobilrennfahrer                                             | 95    |                               |
| 23. April | Wendelin Enders                   | deutscher Politiker                                                               | 96    |                               |
| 23. April | Klaus Faber                       | deutscher Verwaltungsjurist und Publizist                                         | 78    |                               |
| 23. April | Fred Foss                         | US-amerikanischer Jazzmusiker                                                     | 70    |                               |
| 23. April | Max Golser                        | österreichischer Skispringer und Skisprungtrainer                                 | 78    |                               |
| 23. April | Wolfgang Halbedel                 | deutscher Politiker                                                               | 74    |                               |
| 23. April | Werner Kirchhoff                  | deutscher Kunsthistoriker und Kulturamtsleiter                                    | 73    |                               |
| 23. April | Werner Kirschner                  | deutscher Politiker                                                               | 81    |                               |
| 23. April | Jutta Klöppel                     | deutsche Schauspielerin                                                           | 87    |                               |
| 23. April | Denton Lotz                       | US-amerikanischer Theologe und Kirchenfunktionär                                  | 80    |                               |
| 23. April | Jean von Luxemburg                | luxemburgischer Großherzog                                                        | 98    |                               |
| 23. April | Hans Machleidt                    | deutscher Chemiker                                                                | 91    |                               |
| 23. April | Volker Manhenke                   | deutscher Geologe und Politiker                                                   | 79    |                               |
| 23. April | Mark Medoff                       | US-amerikanischer Schriftsteller und Drehbuchautor                                | 79    |                               |
| 23. April | Voja Mirić                        | serbischer bzw. jugoslawischer Schauspieler                                       | 86    |                               |
| 23. April | Juan José Muñante                 | peruanischer Fußballspieler                                                       | 70    |                               |
| 23. April | Johnny Neumann                    | US-amerikanischer Basketballspieler und -trainer                                  | 68    |                               |
| 23. April | Nils John Nilsson                 | US-amerikanischer Informatiker                                                    | 86    |                               |
| 23. April | Erich Offierowski                 | deutscher Komponist und Liedtexter                                                | 81    |                               |
| 23. April | Terry Rawlings                    | britischer Filmeditor                                                             | 85    |                               |
| 23. April | Peter Ries                        | deutscher Regisseur                                                               | 76    |                               |
| 23. April | Robert Siegler                    | US-amerikanischer Filmregisseur, Filmproduzent und Objektkünstler                 | 85    |                               |
| 23. April | Scott W. Sloan                    | australischer Bauingenieur                                                        | 64    |                               |
| 23. April | Charity Sunshine Tillemann-Dick   | US-amerikanische Opernsängerin                                                    | 35    |                               |
| 23. April | David Winters                     | britisch-US-amerikanischer Choreograph                                            | 80    |                               |
| 23. April | Hermann Wirth                     | deutscher Architekt und Denkmalpfleger                                            | 78/79 |                               |
| 23. April | Johan Witteveen                   | niederländischer Politiker                                                        | 97    |                               |
| 23. April | Michael Wolf                      | deutsch-US-amerikanischer Fotograf                                                | 64    |                               |
| 22. April | Frank Caruso                      | US-amerikanischer Jazzmusiker                                                     | 70    |                               |
| 22. April | Dieter Forte                      | deutscher Schriftsteller                                                          | 83    |                               |
| 22. April | Heather Harper                    | britische Opernsängerin                                                           | 88    |                               |
| 22. April | Richard Hörl                      | österreichischer Politiker                                                        | 80    |                               |
| 22. April | Simon Kaipuram                    | indischer Bischof                                                                 | 65    |                               |
| 22. April | Wenzeslaw Konstantinow            | bulgarischer Schriftsteller und Übersetzer                                        | 78    |                               |
| 22. April | Lê Đức Anh                        | vietnamesischer Militär und Politiker                                             | 98    |                               |
| 22. April | William Levy                      | US-amerikanischer Schriftsteller                                                  | 80    |                               |
| 22. April | Billy McNeill                     | schottischer Fußballspieler und -trainer                                          | 79    |                               |
| 22. April | Eva Moldenhauer                   | deutsche Übersetzerin französischer Literatur                                     | 84    |                               |
| 22. April | Eduardo Rovner                    | argentinischer Dramaturg                                                          | 76    |                               |
| 22. April | Dave Samuels                      | US-amerikanischer Vibraphonist                                                    | 70    |                               |
| 22. April | Oiva Toikka                       | finnischer Designer                                                               | 87    |                               |
| 22. April | Ralf Vandenhouten                 | deutscher Informatiker                                                            | 53    |                               |
| 22. April | Gérard Vergoosen                  | niederländischer Radrennfahrer                                                    | 82    |                               |
| 22. April | Walter Wieben                     | deutscher Kirchenmusiker, Organist, Kantor und Komponist                          | 105   |                               |
| 22. April | Jürgen Wilbrandt                  | deutscher Komponist und Musikpädagoge                                             | 96    |                               |
| 21. April | Muniruddin Ahmed                  | pakistanischer Islamwissenschaftler und Schriftsteller                            | 84    |                               |
| 21. April | Arthur ApSimon                    | britischer Archäologe                                                             | 91    |                               |
| 21. April | Norbert Beilharz                  | deutscher Filmemacher, Schauspieler, Theater- und Opernregisseur                  | 79    |                               |
| 21. April | Peter Colotka                     | slowakischer Politiker                                                            | 94    |                               |
| 21. April | Hans Denk                         | österreichischer römisch-katholischer Priester und Weinexperte                    | 76    |                               |
| 21. April | Gerhard Dummernix                 | deutscher Turner                                                                  | 89    |                               |
| 21. April | Hannelore Elsner                  | deutsche Schauspielerin, Synchronsprecherin und Autorin                           | 76    |                               |
| 21. April | Steve Golin                       | US-amerikanischer Filmproduzent                                                   | 64    |                               |
| 21. April | David A. Hamburg                  | US-amerikanischer Psychiater                                                      | 93    |                               |
| 21. April | Gottfried Härtel                  | deutscher Historiker                                                              | 94    |                               |
| 21. April | Zahran Hashim                     | sri-lankischer Islamist und Terrorist                                             | ≈34   |                               |
| 21. April | Heidi Hetzer                      | deutsche Unternehmerin und Rallyefahrerin                                         | 81    |                               |
| 21. April | Polly Higgins                     | britische Umweltaktivistin                                                        | 50    |                               |
| 21. April | Sigurður Jónsson                  | isländischer Schwimmer                                                            | 96    |                               |
| 21. April | Horst Kassner                     | deutscher Motorradrennfahrer                                                      | 81    |                               |
| 21. April | Ken Kercheval                     | US-amerikanischer Schauspieler                                                    | 83    |                               |
| 21. April | Shantha Mayadunne                 | sri-lankische Köchin und Buchautorin                                              | ?     |                               |
| 21. April | Refik Muftić                      | jugoslawischer Fußballspieler                                                     | 75    |                               |
| 21. April | Adolf Rapp                        | deutscher Biochemiker und Lebensmittelchemiker                                    | 86    |                               |
| 21. April | Vello Salo                        | estnischer Theologe und Verleger                                                  | 93    |                               |
| 21. April | Yaron Silberberg                  | israelischer Physiker                                                             | ≈67   |                               |
| 21. April | Norbert Thom                      | deutsch-schweizerischer Wirtschaftswissenschaftler                                | 72    |                               |
| 21. April | Markus Vallazza                   | italienischer Maler, Grafiker und Illustrator                                     | 82    |                               |
| 20. April | Don Albert                        | südafrikanischer Journalist und Jazzmusiker                                       | 88    |                               |
| 20. April | Irmtraud von Andrian-Werburg      | deutsche Historikerin                                                             | 75    |                               |
| 20. April | Joe Armstrong                     | britischer Informatiker                                                           | 68    |                               |
| 20. April | Atli Heimir Sveinsson             | isländischer Komponist und Dirigent                                               | 80    |                               |
| 20. April | Jarosław Biernat                  | polnischer Fußballspieler                                                         | 58    |                               |
| 20. April | Martin Böttcher                   | deutscher Filmkomponist                                                           | 91    |                               |
| 20. April | Luděk Bukač                       | tschechischer Eishockeyspieler und -trainer                                       | 83    |                               |
| 20. April | Josef Eberl                       | österreichischer Tischtennisspieler                                               | 72    |                               |
| 20. April | Monir Shahroudy Farmanfarmaian    | iranische Künstlerin                                                              | 96    |                               |
| 20. April | Karl Grob                         | Schweizer Fußballspieler                                                          | 72    |                               |
| 20. April | Manfred König                     | deutscher Verwaltungsjurist                                                       | 83    |                               |
| 20. April | Frank G. Königs                   | deutscher Sprachwissenschaftler                                                   | 64    |                               |
| 20. April | Lothar Krompholz                  | deutscher Schauspieler                                                            | 91    |                               |
| 20. April | Braulio Lara                      | dominikanischer Baseballspieler                                                   | 30    |                               |
| 20. April | Boulama Manga                     | nigrischer Offizier und Politiker                                                 | 79    |                               |
| 20. April | Alister McIntyre                  | grenadischer Diplomat und Politiker                                               | 87    |                               |
| 20. April | David V. Picker                   | US-amerikanischer Filmproduzent                                                   | 87    |                               |
| 20. April | Hans-Jürgen Poppek                | deutscher Pfadfinder                                                              | 72    |                               |
| 20. April | Jacqueline Saburido               | venezolanische Aktivistin                                                         | 40    |                               |
| 20. April | Joachim Schönitz                  | deutscher Schauspieler                                                            | 77    |                               |
| 20. April | Stefanie Sherk                    | kanadische Schauspielerin und Model                                               | 37    |                               |
| 20. April | Phil Solomon                      | US-amerikanischer Filmemacher                                                     | 65    |                               |
| 20. April | Doreen Spooner                    | britische Pressefotografin                                                        | 91    |                               |
| 20. April | Jürgen von Troschke               | deutscher Mediziner und Gesundheitswissenschaftler                                | 78    |                               |
| 20. April | Rudolf Wäger                      | österreichischer Architekt                                                        | 78    |                               |
| 20. April | Ruth H. Witteler-Koch             | deutsche Journalistin und Politikerin                                             | 71    |                               |
| 20. April | Jayne Wrightsman                  | US-amerikanische Philanthropin und Kunstsammlerin                                 | 99    |                               |
| 20. April | David Zafer                       | kanadischer Geiger, Dirigent und Musikpädagoge                                    | 85    |                               |
| 19. April | Hans-Günther Bigalke              | deutscher Mathematikdidaktiker                                                    | 86    |                               |
| 19. April | Corinne Cobson                    | französische Modedesignerin                                                       | 62    |                               |
| 19. April | Gertrude Ezorsky                  | US-amerikanische Philosophin und Hochschullehrerin                                | 92    |                               |
| 19. April | Werner Gnüchtel                   | deutscher Schriftsteller                                                          | 95    |                               |
| 19. April | Carl Jakob Haupt                  | deutscher Blogger, Autor und Künstler                                             | 34    |                               |
| 19. April | Wilfried Korth                    | deutscher Geowissenschaftler                                                      | 60    |                               |
| 19. April | Verena Lafferentz                 | deutsche Stiftungsfunktionärin                                                    | 98    |                               |
| 19. April | Juri Pimenow                      | sowjetischer bzw. russischer Ruderer                                              | 61    |                               |
| 19. April | Patrick Sercu                     | belgischer Radrennfahrer                                                          | 74    |                               |
| 19. April | Rodolfo C. Severino               | philippinischer Diplomat                                                          | 82    |                               |
| 19. April | Klaus Sonnenschein                | deutscher Schauspieler und Synchronsprecher                                       | 83    |                               |
| 19. April | Maria Wachowiak                   | polnische Schauspielerin                                                          | 80    |                               |
| 19. April | Xiao Yang                         | chinesischer Politiker und Richter                                                | 80    |                               |
| 19. April | Okiharu Yasuoka                   | japanischer Politiker                                                             | 79    |                               |
| 18. April | Ivo Frosio                        | Schweizer Fußballspieler                                                          | 88    |                               |
| 18. April | Lyra McKee                        | britische Journalistin                                                            | 29    |                               |
| 18. April | Anita Otto                        | deutsche Leichtathletin                                                           | 78    | [ 1 ]                         |
| 18. April | Werner Rauschhardt                | deutscher Bildhauer und Restaurator                                               | 69    |                               |
| 18. April | Karl Otto Scherner                | deutscher Rechtshistoriker                                                        | 84    |                               |
| 18. April | Lorraine Warren                   | US-amerikanische Dämonologin                                                      | 92    |                               |
| 18. April | Siegmar Wätzlich                  | deutscher Fußballspieler                                                          | 71    |                               |
| 17. April | Manuel Alcántara                  | spanischer Journalist und Poet                                                    | 91    |                               |
| 17. April | Roland Bude                       | deutscher Bürgerrechtler                                                          | 93    |                               |
| 17. April | Chet Coppock                      | US-amerikanischer Radio- und Fernsehmoderator                                     | 70    |                               |
| 17. April | Dieter Exter                      | deutscher Radiomoderator                                                          | 64    |                               |
| 17. April | Alan García                       | peruanischer Politiker                                                            | 69    |                               |
| 17. April | Frederick Hemke                   | US-amerikanischer Saxophonist                                                     | 83    |                               |
| 17. April | Owsky Kobalt                      | Schweizer Bildhauerin, Konzeptkünstlerin und Kunstpädagogin                       | 81    |                               |
| 17. April | Kazuo Koike                       | japanischer Comic- und Drehbuchautor                                              | 82    |                               |
| 17. April | Tõnu Mets                         | estnischer Radrennfahrer                                                          | 75    |                               |
| 17. April | Ya'akov Nehushtan                 | israelischer Politiker                                                            | 93    |                               |
| 17. April | Clive Rose                        | britischer Diplomat                                                               | 97    |                               |
| 17. April | Walter Schug                      | deutscher Agrarökonom                                                             | 77    |                               |
| 17. April | Gholam Sehhati-Chafai             | deutsch-iranischer Arzt                                                           | 81    |                               |
| 17. April | Bradley Welsh                     | britischer Schauspieler und Boxer                                                 | 42    |                               |
| 17. April | Gary Williamson                   | kanadischer Jazzpianist                                                           | 74    |                               |
| 16. April | Hansjörg Auer                     | österreichischer Bergsteiger                                                      | 35    |                               |
| 16. April | Ferenc Bács                       | ungarischer Schauspieler                                                          | 82    |                               |
| 16. April | Franz Braun (Politiker, 1935)     | deutscher Politiker                                                               | 83    |                               |
| 16. April | Wladimir Boltjanski               | russischer Mathematiker                                                           | 93    |                               |
| 16. April | Ricardo Chibanga                  | mosambikanischer Stierkämpfer                                                     | 76    |                               |
| 16. April | James D. Cockcroft                | US-amerikanischer politischer Analyst                                             | 83    |                               |
| 16. April | Jörg Demus                        | österreichischer Pianist und Komponist                                            | 90    |                               |
| 16. April | Fritz Harrer                      | deutscher Politiker                                                               | 88    |                               |
| 16. April | Jan Karlsson                      | schwedischer Fußballspieler                                                       | 78    |                               |
| 16. April | Kazimierz Klimek                  | polnischer Geograph und Geomorphologe                                             | 85    |                               |
| 16. April | David Lama                        | österreichischer Sportkletterer und Alpinist                                      | 28    |                               |
| 16. April | Abraham D. Mattam                 | indischer Bischof                                                                 | 96    |                               |
| 16. April | Fay McKenzie                      | US-amerikanische Schauspielerin                                                   | 101   |                               |
| 16. April | Patricia Moraz                    | französisch-schweizerische Filmregisseurin und Drehbuchautorin                    | 79    |                               |
| 16. April | Ignace Murwanashyaka              | ruandischer Rebellenführer und Kriegsverbrecher                                   | 55    |                               |
| 16. April | Klaus Netzle                      | deutscher Komponist und Maler                                                     | 92    |                               |
| 16. April | Bazilije Pandžić                  | jugoslawischer Mönch und Autor                                                    | 101   |                               |
| 16. April | Valentin Plătăreanu               | rumänischer Schauspieler                                                          | 82    |                               |
| 16. April | Jess Roskelley                    | US-amerikanischer Sportkletterer und Bergsteiger                                  | 36    |                               |
| 16. April | Karin von Wangenheim              | deutsche Schauspielerin, Malerin und Zeichnerin                                   | 81    |                               |
| 15. April | Warren Adler                      | US-amerikanischer Schriftsteller                                                  | 91    |                               |
| 15. April | Marcelo Dascal                    | brasilianisch-israelischer Philosoph                                              | ≈79   |                               |
| 15. April | Guro Fjellanger                   | norwegische Politikerin                                                           | 55    |                               |
| 15. April | Peter Gadet                       | sudanesischer General                                                             | ≈61   |                               |
| 15. April | Owen K. Garriott                  | US-amerikanischer Astronaut                                                       | 88    |                               |
| 15. April | Felix Heidinger                   | deutscher Biologe, Tierfilmer und Fernsehmoderator                                | 61    |                               |
| 15. April | Louise Kellogg                    | US-amerikanische Geophysikerin                                                    | 59    |                               |
| 15. April | Alexander Kostow                  | bulgarischer Fußballspieler                                                       | 81    |                               |
| 15. April | Martin Kürsten                    | deutscher Geologe                                                                 | 87    |                               |
| 15. April | Masumi Miyai                      | japanische Künstlerin                                                             | 60    |                               |
| 15. April | Barbara Probst-Polášek            | deutsche Konzertgitarristin und Lautenistin                                       | 80    |                               |
| 15. April | Les Reed                          | britischer Songwriter und Musiker                                                 | 83    |                               |
| 15. April | Eberhard Schulze                  | deutscher Kulturwissenschaftler, Heimatkundler und Lyriker                        | 67    |                               |
| 14. April | Bibi Andersson                    | schwedische Schauspielerin                                                        | 83    |                               |
| 14. April | Peter Brang                       | Schweizer Slawist                                                                 | 94    |                               |
| 14. April | Giuseppe Ciarrapico               | italienischer Politiker                                                           | 85    |                               |
| 14. April | David Brion Davis                 | US-amerikanischer Historiker                                                      | 92    |                               |
| 14. April | Joachim Doetsch                   | deutscher Fußballspieler                                                          | 84    |                               |
| 14. April | Denis Dupéré                      | kanadischer Eishockeyspieler                                                      | 70    |                               |
| 14. April | Otto Hölzemann                    | deutscher Fußballspieler                                                          | 74    |                               |
| 14. April | Abdallah Lamrani                  | marokkanischer Fußballspieler                                                     | 72/73 |                               |
| 14. April | Theo Lettgen                      | deutscher Reitsportfunktionär                                                     | 69    |                               |
| 14. April | Sylvia Leuker                     | deutsche Journalistin und Autorin                                                 | 56/57 |                               |
| 14. April | Mirjana Marković                  | serbische Politikerin                                                             | 76    |                               |
| 14. April | John MacLeod                      | US-amerikanischer Basketballtrainer                                               | 81    |                               |
| 14. April | Jacek Namieśnik                   | polnischer Chemiker                                                               | 69    |                               |
| 14. April | Gerd Nobbe                        | deutscher Jurist                                                                  | 75    |                               |
| 14. April | Rotraut Pape                      | deutsche Filmemacherin und Künstlerin                                             | 63    |                               |
| 14. April | Peter Ruckenbauer                 | österreichischer Agrarwissenschaftler                                             | 80    |                               |
| 14. April | Michael G. Sotirhos               | US-amerikanischer Diplomat                                                        | 91    |                               |
| 14. April | Gene Wolfe                        | US-amerikanischer Science-Fiction- und Fantasy-Autor                              | 87    |                               |
| 13. April | Francisca Aguirre                 | spanische Schriftstellerin                                                        | 88    |                               |
| 13. April | Hermann Bergmann                  | deutscher Komponist, Liedtexter und Künstler                                      | 93    |                               |
| 13. April | Rodolfo Francisco Bobadilla Mata  | guatemaltekischer Bischof                                                         | 86    |                               |
| 13. April | Tony Buzan                        | britischer Autor                                                                  | 76    |                               |
| 13. April | Neus Català i Pallejà             | spanische Kommunistin und Widerstandskämpferin                                    | 103   |                               |
| 13. April | Quentin Fiore                     | US-amerikanischer Grafikdesigner                                                  | 99    |                               |
| 13. April | Norman Garwood                    | britischer Filmarchitekt                                                          | 73    |                               |
| 13. April | Werner Goldschmidt                | deutscher Soziologe                                                               | 78    |                               |
| 13. April | Paul Greengard                    | US-amerikanischer Neurobiologe                                                    | 93    |                               |
| 13. April | Charles G. Gross                  | US-amerikanischer Neurowissenschaftler                                            | 83    |                               |
| 13. April | Kwame Gyekye                      | ghanaischer Philosoph                                                             | 79    |                               |
| 13. April | Jörg Homeier                      | deutscher Architekt                                                               | 76    |                               |
| 13. April | Winifred Jordan                   | britische Leichtathletin                                                          | 99    |                               |
| 13. April | Johannes Kalckreuth               | deutscher Flötist                                                                 | 82    |                               |
| 13. April | Tvrtko Kulenović                  | jugoslawischer bzw. bosnischer Literaturwissenschaftler                           | 84    |                               |
| 13. April | Max Demeter Peyfuss               | österreichischer Osteuropahistoriker                                              | 74    |                               |
| 13. April | Paul Raymond                      | britischer Musiker                                                                | 73    |                               |
| 13. April | Ján Starší                        | tschechoslowakischer Eishockeyspieler und -trainer                                | 85    |                               |
| 13. April | Lydia Wideman                     | finnische Skilangläuferin                                                         | 98    |                               |
| 13. April | Dieter Wild                       | deutscher Journalist                                                              | 88    |                               |
| 13. April | Yvette Williams                   | neuseeländische Leichtathletin                                                    | 89    |                               |
| 12. April | Erich Arand                       | deutscher Agrarwissenschaftler und Politiker                                      | 84    |                               |
| 12. April | Uwe-Christian Arnold              | deutscher Sterbehelfer                                                            | 74    |                               |
| 12. April | Ivor Broadis                      | englischer Fußballspieler                                                         | 96    |                               |
| 12. April | Georgia Engel                     | US-amerikanische Schauspielerin                                                   | 70    |                               |
| 12. April | Forrest Gregg                     | US-amerikanischer American-Football-Spieler und -Trainer                          | 85    |                               |
| 12. April | Roland Harweg                     | deutscher Germanist                                                               | 84    |                               |
| 12. April | Ronald Paul Herzog                | US-amerikanischer Bischof                                                         | 76    |                               |
| 12. April | Robert F. Inger                   | US-amerikanischer Herpetologe                                                     | 98    |                               |
| 12. April | Thomas R. Kraus                   | deutscher Historiker und Archivdirektor                                           | 70    |                               |
| 12. April | John McEnery                      | britischer Schauspieler und Schriftsteller                                        | 75    |                               |
| 12. April | Hermann Memmel                    | deutscher Politiker                                                               | 79    |                               |
| 12. April | Peer Schröder                     | deutscher Dichter                                                                 | 62    |                               |
| 12. April | Tommy Smith                       | englischer Fußballspieler                                                         | 74    |                               |
| 12. April | Reinhardt Stumm                   | deutscher Kulturjournalist                                                        | 88    |                               |
| 11. April | Alexander V. Acebo                | US-amerikanischer Politiker                                                       | 91    |                               |
| 11. April | Holger Antemann                   | deutscher Handballspieler und -trainer                                            | 57    |                               |
| 11. April | Can Bartu                         | türkischer Fußballspieler                                                         | 83    |                               |
| 11. April | Ralf Benesch                      | deutscher Musiker                                                                 | 57    |                               |
| 11. April | Geoffrey Chew                     | US-amerikanischer Physiker                                                        | 94    |                               |
| 11. April | Ian Cognito                       | britischer Komiker                                                                | 60    |                               |
| 11. April | Dina                              | portugiesische Sängerin                                                           | 62    |                               |
| 11. April | Ulrich Fick                       | deutscher Theologe                                                                | 95    |                               |
| 11. April | Karl Meisner                      | deutscher Schwimmer und Wasserballspieler                                         | 79    |                               |
| 11. April | Stanley Plumly                    | US-amerikanischer Dichter                                                         | 79    |                               |
| 11. April | Monkey Punch                      | japanischer Comic-Zeichner                                                        | 81    |                               |
| 11. April | Charlie Rodríguez                 | puerto-ricanischer Salsa-Musiker                                                  | ?     |                               |
| 11. April | Horst Siedle                      | deutscher Unternehmer                                                             | 80    |                               |
| 11. April | Christof Tannert                  | deutscher Biologe und Politiker                                                   | 73    |                               |
| 10. April | Werner Bardenhewer                | deutscher Geistlicher                                                             | 90    |                               |
| 10. April | Dominic Barto                     | US-amerikanischer Schauspieler                                                    | 88    |                               |
| 10. April | Earl Thomas Conley                | US-amerikanischer Countrysänger                                                   | 77    |                               |
| 10. April | Irene Eber                        | israelische Sinologin                                                             | 89    |                               |
| 10. April | Gottfried Erb                     | deutscher Politologe                                                              | 87    |                               |
| 10. April | Tim Halliday                      | britischer Biologe und Herpetologe                                                | 73    |                               |
| 10. April | Rainer Jordan                     | deutscher Schauspieler                                                            | 75    |                               |
| 10. April | Claude Lalanne                    | französische Bildhauerin                                                          | 93    |                               |
| 10. April | Barbara Marx Hubbard              | US-amerikanische Zukunftsforscherin und Autorin                                   | 89    |                               |
| 10. April | Javier Muguerza                   | spanischer Philosoph                                                              | 82    |                               |
| 10. April | Barbara Schultz                   | US-amerikanische Fernsehproduzentin                                               | 92    |                               |
| 10. April | Balduin Sulzer                    | österreichischer Komponist                                                        | 87    |                               |
| 10. April | Walter White                      | US-amerikanischer American-Football-Spieler                                       | 67    |                               |
| 9. April  | Elwyn Berlekamp                   | US-amerikanischer Mathematiker und Informatiker                                   | 78    |                               |
| 9. April  | Martin Bürki                      | Schweizer Politiker                                                               | 54    |                               |
| 9. April  | Morag Clark                       | britische Gehörlosenpädagogin                                                     | 90    |                               |
| 9. April  | Richard Cole                      | US-amerikanischer Kampfpilot und Weltkriegsveteran                                | 103   |                               |
| 9. April  | Mikalaj Harbatschou               | sowjetischer Kajakfahrer                                                          | 70    |                               |
| 9. April  | Ernst-Ulrich von Kameke           | deutscher Kirchenmusiker und Komponist                                            | 93    |                               |
| 9. April  | Kenneth Karst                     | US-amerikanischer Rechtswissenschaftler                                           | 89    |                               |
| 9. April  | Marcel Limage                     | belgischer Boxer                                                                  | 89    |                               |
| 9. April  | Marcellina Pustet                 | deutsche Benediktinerin und Äbtissin                                              | 95    |                               |
| 9. April  | Adalbert Rang                     | deutscher Erziehungswissenschaftler                                               | 91    |                               |
| 9. April  | Héctor Manuel Rivera Pérez        | puerto-ricanischer Bischof                                                        | 85    |                               |
| 9. April  | Anton Schiller                    | österreichischer Volleyballspieler und -trainer                                   | 95    |                               |
| 9. April  | Hartmut Seeling                   | deutscher Maler, Grafiker, Bildhauer, Galerist und Kunsterzieher                  | 78    |                               |
| 9. April  | Paul Severs                       | belgischer Sänger                                                                 | 70    |                               |
| 9. April  | Marilynn Smith                    | US-amerikanische Golferin                                                         | 89    |                               |
| 9. April  | Franz Stumpf                      | deutscher Politiker                                                               | 68    |                               |
| 9. April  | Charles Van Doren                 | US-amerikanischer Quiz-Show-Kandidat                                              | 93    |                               |
| 8. April  | Dave Carey                        | US-amerikanischer Orchester-, Jazz- und Studiomusiker                             | 93    |                               |
| 8. April  | Karlheinz Georgi                  | deutscher Architekt                                                               | 84    |                               |
| 8. April  | Reinhard Gramm                    | deutscher Pfarrer                                                                 | 89    |                               |
| 8. April  | Leif Haraldseth                   | norwegischer Politiker und Gewerkschafter                                         | 89    |                               |
| 8. April  | Norbert Heinen                    | deutscher Manager                                                                 | 64    |                               |
| 8. April  | Emil Hohl                         | schweizerischer Erfinder und Unternehmer                                          | 60    |                               |
| 8. April  | Wassili Lichatschow               | russischer Politiker und Diplomat                                                 | 67    |                               |
| 8. April  | Karl Ranz                         | deutscher Politiker                                                               | 87    |                               |
| 8. April  | Gaston Rousseau                   | französischer Radrennfahrer                                                       | 93    |                               |
| 8. April  | Jürg Willi                        | Schweizer Psychiater und Autor                                                    | 85    |                               |
| 7. April  | Joe Bertony                       | französischer Ingenieur                                                           | 97    |                               |
| 7. April  | Jacques Calmet                    | französischer Informatiker                                                        | 77    |                               |
| 7. April  | Seymour Cassel                    | US-amerikanischer Schauspieler                                                    |       |                               |
| 7. April  | Cho Yang-ho                       | südkoreanischer Unternehmer                                                       |       |                               |
| 7. April  | Wilbert Keon                      | kanadischer Mediziner und Politiker                                               | 83    |                               |
| 7. April  | Mildred Lewis                     | US-amerikanische Filmproduzentin und Drehbuchautorin                              | 99    |                               |
| 7. April  | Toni Manieson                     | US-amerikanische Jazz-Sängerin                                                    | 67    |                               |
| 7. April  | Alexander R. McBirney             | US-amerikanischer Vulkanologe                                                     | 94    |                               |
| 7. April  | Mya-Lecia Naylor                  | britische Schauspielerin                                                          | 16    |                               |
| 7. April  | Neil D. Opdyke                    | US-amerikanischer Geologe                                                         | 89    |                               |
| 7. April  | William Rosen                     | US-amerikanischer Bridge-Spieler                                                  | 90    |                               |
| 7. April  | Víctor Manzanilla Schaffer        | mexikanischer Jurist, Soziologe, Diplomat und Politiker                           | 94    |                               |
| 7. April  | Gino Stefani                      | italienischer Musiker, Musikwissenschaftler und Semiotiker                        | 89    |                               |
| 7. April  | Hans Vorpeil                      | deutscher Politiker                                                               | 82    |                               |
| 6. April  | Werner Buggisch                   | deutscher Geologe                                                                 | 75    |                               |
| 6. April  | Gerhard Fuchs                     | deutscher Parteifunktionär, Journalist und Hochschullehrer                        | 89    |                               |
| 6. April  | Richard Green                     | US-amerikanischer Sexualwissenschaftler                                           | 82    |                               |
| 6. April  | Fritz Hollings                    | US-amerikanischer Politiker                                                       | 97    |                               |
| 6. April  | Mario König                       | Schweizer Historiker                                                              | 71    |                               |
| 6. April  | Sandy Ratcliff                    | britische Schauspielerin                                                          | 70    |                               |
| 6. April  | Nadja Regin                       | serbische Schauspielerin                                                          | 87    |                               |
| 6. April  | George Edward Rueger              | US-amerikanischer Bischof                                                         | 89    |                               |
| 6. April  | Holger Thelen                     | deutscher Arzt und Politiker                                                      | 76    |                               |
| 6. April  | David J. Thouless                 | britischer Physiker                                                               | 84    |                               |
| 6. April  | Ly Tong                           | vietnamesisch-US-amerikanischer Kampfpilot und Aktivist                           | 74    |                               |
| 5. April  | Sydney Brenner                    | südafrikanisch-britischer Biologe                                                 | 92    |                               |
| 5. April  | Walter Alfred Eltis               | britischer Ökonom und Hochschullehrer                                             | 85    |                               |
| 5. April  | Mathias Erlei                     | deutscher Wirtschaftswissenschaftler                                              | 55    |                               |
| 5. April  | Ib Glindemann                     | dänischer Komponist und Bigband-Leiter                                            | 84    |                               |
| 5. April  | Magnus Kaminiarz                  | deutscher Architekt                                                               | 54    |                               |
| 5. April  | Nikolai Kowaljow                  | russischer Politiker und Geheimdienstler                                          | 69    |                               |
| 5. April  | Richard Kriese                    | deutscher Baptistenpastor und Evangelist                                          | 93    |                               |
| 5. April  | Ole Lando                         | dänischer Rechtswissenschaftler                                                   | 96    |                               |
| 5. April  | Gianfranco Leoncini               | italienischer Fußballspieler                                                      | 79    |                               |
| 5. April  | Rolf Lieberwirth                  | deutscher Rechtswissenschaftler                                                   | 98    |                               |
| 5. April  | Pastor López                      | venezolanischer Musiker                                                           | 74    |                               |
| 5. April  | Berto Pelosso                     | italienischer Drehbuchautor und Filmregisseur                                     | ≈84   |                               |
| 5. April  | Sam Pilafian                      | US-amerikanischer Tubist                                                          | 69    |                               |
| 5. April  | Albin Plank                       | österreichischer Skispringer                                                      | 88    |                               |
| 5. April  | Lasse Pöysti                      | finnischer Schauspieler, Theaterdirektor und Autor                                | 92    |                               |
| 5. April  | Herbert Rasenberger               | deutscher Heimatforscher                                                          | 86    |                               |
| 5. April  | Axel Schildt                      | deutscher Historiker                                                              | 67    |                               |
| 5. April  | Shawn Smith                       | US-amerikanischer Musiker                                                         | 53    |                               |
| 5. April  | Dominique Stéhelin                | französischer Molekularbiologe                                                    | 75    |                               |
| 5. April  | Johannes A. van der Ven           | niederländischer Theologe                                                         | 78    |                               |
| 5. April  | Davey Williams                    | US-amerikanischer Musiker und Autor                                               | 66/67 |                               |
| 5. April  | Wowaka                            | japanischer Musiker                                                               | 31    |                               |
| 4. April  | John Amoroso                      | US-amerikanischer Jazzmusiker                                                     | 88    |                               |
| 4. April  | Heinz Brinkmann                   | deutscher Dokumentarfilmer                                                        | 70    |                               |
| 4. April  | Alberto Cortez                    | argentinischer Singer-Songwriter                                                  | 79    |                               |
| 4. April  | Georgi Danelija                   | sowjetischer bzw. russischer Filmregisseur                                        | 88    |                               |
| 4. April  | Claude Flament                    | französischer Sozialpsychologe                                                    | 88    |                               |
| 4. April  | Peter Gessner                     | deutscher Wirtschaftsmathematiker                                                 | 79    |                               |
| 4. April  | Alfred Knaller                    | österreichischer Politiker                                                        | 87    |                               |
| 4. April  | Barry Malkin                      | US-amerikanischer Filmeditor                                                      | 80    |                               |
| 4. April  | Thompson Mann                     | US-amerikanischer Schwimmer                                                       | 76    |                               |
| 4. April  | Giuseppe Marrocu                  | italienischer Schauspieler                                                        | 94    |                               |
| 4. April  | Jean-Claude Mas                   | französischer Unternehmer                                                         | 79    |                               |
| 4. April  | Marilyn Mason                     | US-amerikanische Organistin und Musikpädagogin                                    | 93    |                               |
| 4. April  | Dschamsrangiin Öldsii-Orschich    | mongolischer Radrennfahrer                                                        | 51    |                               |
| 4. April  | Baldur Pauß                       | österreichischer Komponist und Musiker                                            | 83    |                               |
| 4. April  | Alessandro Pizzorno               | italienischer Soziologe                                                           | 95    |                               |
| 4. April  | Joe Quijano                       | puerto-ricanischer Musiker                                                        | 83    |                               |
| 4. April  | Ewald Richter                     | deutscher Philosoph                                                               | 93    |                               |
| 4. April  | Gretel Schulze                    | deutsche Kabarettistin                                                            | 70    |                               |
| 4. April  | Whitey Skoog                      | US-amerikanischer Basketballspieler                                               | 92    |                               |
| 4. April  | Horst Wessel                      | deutscher Philosoph                                                               | 82    |                               |
| 3. April  | Alexej Buldakow                   | sowjetischer bzw. russischer Schauspieler                                         | 68    |                               |
| 3. April  | Ronald Glaser                     | US-amerikanischer Immunologe                                                      | 80    |                               |
| 3. April  | Boris Hepp                        | deutscher Segler                                                                  | 49    |                               |
| 3. April  | Tuvia Hod-Hochwald                | israelisch-deutscher Rabbiner                                                     | 69    |                               |
| 3. April  | Einar Iversen                     | norwegischer Jazzpianist                                                          | 88    |                               |
| 3. April  | Werner Janzarik                   | deutscher Psychiater                                                              | 99    |                               |
| 3. April  | Alina Kabata-Pendias              | polnische Bodenkundlerin                                                          | 89    |                               |
| 3. April  | Walter Kirchner                   | deutscher Biologe                                                                 | 85    |                               |
| 3. April  | Mario Mariotti                    | Schweizer Tischtennisspieler und -trainer                                         | 78    |                               |
| 3. April  | Gabriel Piroird                   | algerischer Bischof                                                               | 86    |                               |
| 3. April  | Martin Schamaun                   | Schweizer Mediziner                                                               | 95    |                               |
| 3. April  | Jerzy Wójcik                      | polnischer Kameramann, Regisseur und Drehbuchautor                                | 88    |                               |
| 3. April  | Barbara Wolfgang-Krenn            | österreichische Politikerin                                                       | 49    |                               |
| 3. April  | Josip Zovko                       | kroatischer Schauspieler                                                          | 48    |                               |
| 2. April  | Susi Berger                       | Schweizer Grafikerin, Produktdesignerin und Kunsthandwerkerin                     | 81    |                               |
| 2. April  | Herman Braun-Vega                 | französisch-peruanischer Maler                                                    | 85    |                               |
| 2. April  | Yves Couder                       | französischer Physiker                                                            | 78    |                               |
| 2. April  | Kim English                       | US-amerikanische Sängerin und Songwriterin                                        | 48    |                               |
| 2. April  | David Fechheimer                  | US-amerikanischer Privatdetektiv                                                  | 76    |                               |
| 2. April  | Martin Fido                       | britischer Autor                                                                  | 79    |                               |
| 2. April  | Walentina Grekowa                 | sowjetische bzw. russische Restauratorin                                          | 87    |                               |
| 2. April  | Benjamin D. Hall                  | US-amerikanischer Biologe                                                         | 86    |                               |
| 2. April  | Lothar Kallmeyer                  | deutscher Architekt                                                               | 94    |                               |
| 2. April  | Jacqueline Lichtenstein           | französische Philosophin und Kunsthistorikerin                                    | 72    |                               |
| 2. April  | John Oddo                         | US-amerikanischer Pianist und Arrangeur                                           | ≈65   |                               |
| 2. April  | Fritz Abraham Oehrli              | Schweizer Politiker                                                               | 77    |                               |
| 2. April  | Bernard Ranoul                    | französischer Fußballtrainer                                                      | 84    |                               |
| 2. April  | Erhard Ringer                     | österreichischer Grafik-Designer                                                  | 58    | [ 2 ]                         |
| 2. April  | Margarete Schindler               | deutsche Archivarin und Historikerin                                              | 93    |                               |
| 2. April  | Dankward Schmid                   | deutscher Physiker                                                                | 82    |                               |
| 2. April  | Rosemarie Springer                | deutsche Dressurreiterin                                                          | 98    |                               |
| 2. April  | Sergio Valdés                     | chilenischer Fußballspieler                                                       | 85    |                               |
| 2. April  | Franz Weber                       | Schweizer Umweltschutzaktivist                                                    | 91    |                               |
| 2. April  | Giuseppe Zorzi                    | italienischer Radrennfahrer                                                       | 81    |                               |
| 1. April  | Ursula Blauth                     | deutsche Schauspielerin                                                           | 68    |                               |
| 1. April  | Jan Buck                          | sorbischer Maler                                                                  | 96    |                               |
| 1. April  | Bill Butchart                     | australischer Leichtathlet                                                        | 85    |                               |
| 1. April  | Dimitar Dobrew                    | bulgarischer Ringer                                                               | 87    |                               |
| 1. April  | Gustav Hanson                     | US-amerikanischer Biathlet                                                        | 84    |                               |
| 1. April  | Sabine Krüger                     | deutsche Historikerin und Philologin                                              | 98    |                               |
| 1. April  | Vonda N. McIntyre                 | US-amerikanische Science-Fiction-Schriftstellerin                                 | 70    |                               |
| 1. April  | Walter Neuhaus                    | deutscher Politiker                                                               | 86    |                               |
| 1. April  | Jaak Peetre                       | schwedischer Mathematiker                                                         | 83    |                               |
| 1. April  | Yisroel Avrohom Portugal          | US-amerikanischer Rabbiner                                                        | 95    |                               |
| 1. April  | Ruth-Margret Pütz                 | deutsche Opernsängerin                                                            | 89    |                               |
| 1. April  | Dan Robbins                       | US-amerikanischer Künstler und Erfinder                                           | 93    |                               |
| 1. April  | Rafael Sánchez Ferlosio           | spanischer Schriftsteller                                                         | 91    |                               |
| 1. April  | Hugo Schwendenwein                | österreichischer Kirchenrechtler                                                  | 92    |                               |
| 1. April  | William Peter Stephens            | britischer Geistlicher                                                            | 85    |                               |
| 1. April  | Armando Vega Gil                  | mexikanischer Rockbassist, Komponist, Schriftsteller und Filmemacher              | 63    |                               |
| 1. April  | Pierre Yaméogo                    | burkinischer Regisseur                                                            | 63    |                               |

### Datum unbekannt
| Tag                              | Name              | Beruf, bekannt als                                     | Alter | Beleg |
| -------------------------------- | ----------------- | ------------------------------------------------------ | ----- | ----- |
| tot aufgefunden am 30. April     | Boon Gould        | britischer Musiker                                     | 64    |       |
| Tod bekannt gegeben am 30. April | V. S. Varadarajan | indisch-US-amerikanischer Mathematiker                 | 81    |       |
| Tod bekannt gegeben am 29. April | Anne Shilcock     | britische Tennisspielerin                              | 86    |       |
| tot aufgefunden am 27. April     | Svante Grundberg  | schwedischer Schauspieler, Autor und Regisseur         | 75    |       |
| Tod bekannt gegeben am 24. April | Zoran Maroević    | jugoslawischer Basketballspieler                       | 76    |       |
| Mitte April                      | Brandon Iron      | kanadischer Pornodarsteller und -regisseur             | 50    |       |
| Tod bekannt gegeben am 12. April | Ingo Eberle       | deutscher Geograph                                     | 71    |       |
| tot aufgefunden am 7. April      | Arie Irawan       | malaysischer Golfer                                    | 28    |       |
| Tod bekannt gegeben am 7. April  | Werner Theurich   | deutscher Journalist                                   | 64    |       |
| Tod bekannt gegeben am 5. April  | Ivan Mrázek       | tschechoslowakischer Basketballspieler und -trainer    | 93    |       |
| April                            | Cleve Pozar       | US-amerikanischer Jazzmusiker und Komponist            | 77    |       |
| April                            | Theo Coster       | niederländischer Spieleerfinder, Autor und Filmemacher | ≈91   |       |